# Албертс (футбольный клуб, 2001)
«А́лбертс» (латыш. Futbola klubs „Alberts”) — латвийский футбольный клуб, основанный 29 сентября 2001 года и названный в честь известного латвийского футболиста Альберта Шейбелиса. С 2008 года команда представляет Царникаву.

## История
Футбольный клуб был основан 29 сентября 2001 года, объединившись нескольким единомышленникам, а название «Албертс» клуб получил в честь Альберта Шейбелиса — игрока и капитана сборной Латвии межвоенного времени.
С 2002 года «Албертс» выступал во Второй лиге Латвии, а в 2004 году клубу позволили играть в Первой лиге. Однако, в Первой лиге «Албертс» был явным аутсайдером, и три сезона подряд занимал предпоследнее место. В конце 2006 года «Албертс» объединился с футбольным клубом «Ауда», сохранив название последнего.

### Названия
- «Албертс» (2001–2006, с 2009 года)
- «Вецайс Албертс» (2007–2008)

## Результаты выступлений
| В чемпионатах и Кубке Латвии | В чемпионатах и Кубке Латвии | В чемпионатах и Кубке Латвии | В чемпионатах и Кубке Латвии    | В чемпионатах и Кубке Латвии    | В чемпионатах и Кубке Латвии    | В чемпионатах и Кубке Латвии    | В чемпионатах и Кубке Латвии    | В чемпионатах и Кубке Латвии    | В чемпионатах и Кубке Латвии | В чемпионатах и Кубке Латвии |
| Сезон                        | Лига                         | Место                        | И                               | В                               | Н                               | П                               | Голы                            | О                               |                              | Кубок                        |
| ---------------------------- | ---------------------------- | ---------------------------- | ------------------------------- | ------------------------------- | ------------------------------- | ------------------------------- | ------------------------------- | ------------------------------- | ---------------------------- | ---------------------------- |
| 2002                         | Вторая лига                  | 3                            | 12                              | 5                               | 2                               | 5                               | 24‒25                           | 17                              |                              | 1/64 финала                  |
| 2003                         | Вторая лига                  | 21                           | 18                              | 13                              | 2                               | 3                               | 58‒25                           | 41                              |                              | 1/32 финала                  |
| 2004                         | Первая лига                  | 13                           | 26                              | 4                               | 1                               | 21                              | 37‒117                          | 13                              |                              | 1/16 финала                  |
| 2005                         | Первая лига                  | 13                           | 26                              | 5                               | 3                               | 18                              | 39‒111                          | 18                              |                              | 1/8 финала                   |
| 2006                         | Первая лига                  | 152                          | 30                              | 4                               | 4                               | 22                              | 32‒114                          | 16                              |                              | 1/16 финала                  |
| 2007                         | Вторая лига                  | 4                            | 18                              | 11                              | 1                               | 6                               | 44‒31                           | 34                              |                              | не участвовал                |
| 2008                         | Вторая лига                  | 1                            | 20                              | 15                              | 0                               | 5                               | 69‒25                           | 45                              |                              | 1/32 финала                  |
| 2008                         | Вторая лига                  | 4                            | Поражение в матче за 3-е место. | Поражение в матче за 3-е место. | Поражение в матче за 3-е место. | Поражение в матче за 3-е место. | Поражение в матче за 3-е место. | Поражение в матче за 3-е место. |                              | 1/32 финала                  |
| 2009                         | Вторая лига                  | 9                            | 22                              | 7                               | 1                               | 14                              | 34‒63                           | 22                              |                              | 1/32 финала                  |
| 2010                         | Вторая лига                  | 9                            | 20                              | 5                               | 4                               | 11                              | 29‒48                           | 19                              |                              | 1/64 финала                  |
| 2011                         | Вторая лига                  | 5                            | 16                              | 7                               | 2                               | 7                               | 32‒36                           | 23                              |                              | 1/32 финала                  |
| 2012                         | Вторая лига                  | 7                            | 18                              | 5                               | 2                               | 11                              | 22‒40                           | 17                              |                              | 1/16 финала                  |

1 ЛФФ одобрила повышение клуба «Албертс» в Первую лигу, согласно спортивному принципу.
2 «Албертс» объединился с клубом «Ауда» и отозвал своё участие в Первой лиге.